# Calliandra duckei
Calliandra duckei är en ärtväxtart som beskrevs av Rupert Charles Barneby. Calliandra duckei ingår i släktet Calliandra och familjen ärtväxter. Inga underarter finns listade i Catalogue of Life.